# تیبل راک (نبراسکا)
تیبل راک(به انگلیسی: Table Rock) شهری در ایالت نبراسکا کشور ایالات متحده آمریکا است که جمعیت آن در سرشماری سال ۲۰۱۰ میلادی، ۲۶۹ نفر بوده‌است.